# Keir O’Donnell

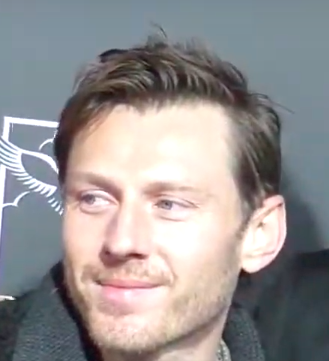
Keir O’Donnell, 2016

Keir O’Donnell (* 8. November 1978 in Sydney, New South Wales) ist ein US-amerikanischer Schauspieler.

## Leben
Keir O’Donnell hat einen australischen Vater irischer Abstammung und eine englische Mutter. Er wuchs in einem Vorort von St. Ives außerhalb von Sydney auf. Als er acht Jahre alt war, zogen er und seine Familie nach Harvard, Massachusetts in den Vereinigten Staaten. Er hat eine Schwester und einen Bruder namens Patrick, der 18 Monate älter ist. Sein Name ist gälischen Ursprungs und bedeutet so viel wie Kleiner Dunkler („Little Dark One“).

## Filmografie (Auswahl)
- 2004: Lost (Fernsehserie, Episode 1x10)
- 2005: Die Hochzeits-Crasher (Wedding Crashers)
- 2008: Pathology – Jeder hat ein Geheimnis (Pathology)
- 2008: Amusement
- 2009: Der Kaufhaus Cop (Paul Blart: Mall Cop)
- 2010: The Runaways
- 2011: Taras Welten (United States of Tara, Fernsehserie, 7 Episoden)
- 2012: Law & Order: Special Victims Unit (Fernsehserie, Episode 13x19)
- 2014: Planet der Affen: Revolution (Dawn of the Planet of the Apes)
- 2014: American Sniper
- 2015: Fargo (Fernsehserie, 5 Episoden)
- 2016: Incarnate – Teuflische Besessenheit (Incarnate)
- 2017: Begabt – Die Gleichung eines Lebens (Gifted)
- 2017–2018: Ray Donovan (Fernsehserie, 5 Episoden)
- 2017, 2019: Legion (Fernsehserie, 3 Episoden)
- 2020: The Dry – Lügen der Vergangenheit (The Dry)
- 2022: Ambulance